# 半山仔
半山仔，又稱半唐山人，是台灣民間用語，指日治時代前往中國大陸旅居、戰後返台的台灣籍人士，其中有相當一部分為國民黨員。此詞的原意為「半唐山的本省人」，「唐山」是臺灣話對中國大陸的代稱之一，當時本省人稱外省人為「唐山仔」、「阿山仔」（-{a
-soaⁿ-á}-），故稱這種長居中國大陸的本省人為「半山仔」。

## 背景
因第二次國共內戰失利，喪失中國大陸治權而撤退至台灣的中華民國政府，為了有效管理台灣本島，需要提拔台灣世族，卻又不信任台灣人，因此起用不少半山人士擔任高級公務員。台灣歷史上，由於半山人士早年在台灣政治與經濟領域擁有特權，導致本省人對其有所批評，例如作家吳濁流在其作品內（如《台灣連翹》）有暗示一些半山人士的劣行。其中包含連震東、黃朝琴、劉啟光、游彌堅、林頂立等半山台灣人製作黑名單，將台灣菁英列在其上，臺灣省黨部拿到這份名單後，交給陳儀、警備總司令。至今部分台灣人對半山人士及其家族仍有不良印象。
戰後初期，「半山」一詞在民間言談中，帶有貶損意味，因其與中華民國政府利益上的緊密連結，甚至有「新御用紳士」之稱；連官方對半山也頗有微詞，情治系統就以「撥弄於政府與臺胞間之政治魔術為臺胞所覺察」來定位半山。
著名的半山人士有連震東、陳守山、黃仲圖、黃朝琴、謝東閔、劉啟光、黃國書、李友邦、林頂立、游彌堅、李萬居、谢挣强、陳金水、蔡繼琨、蘇紹文、林忠等人。

## 参見
- 本省人
- 外省人
- 大陸人
- 中國人
- 省籍情結
- 臺灣人口
- 白色恐怖
- 二二八事件
- 唐山 (消歧义)
- 社會特權

### 書籍
- 吳濁流. . 台灣文藝出版社. 1987-06-25 （中文（臺灣））.
  - 吳濁流. . 草根出版公司. 1995-07-01. ISBN 957-989-714-X （中文（臺灣））.
- 林文月. . 洪範書店. 1982 （中文（臺灣））.
  - 林文月. . 洪範書店. 2007-02-15. ISBN 978-957-674-281-1 （中文（臺灣））.

## 外部連結
- YouTube上的1945年日本宣佈投降 台灣光復？台灣再殖民？【民視台灣學堂】台灣新文學史 2019.02.28—陳芳明，始於4分58秒